# الخائن (مسلسل)
الخائن (بالتركية: Sadakatsiz)‏ هو مسلسل تركي درامي وإثارة، بدأ عرضه في 3 أبريل 2020 من إخراج نسليهان يشيليورت، وتأليف كمال حمامجي أوغلو وديلارا باموك  وبطولة جانسو دره، جانير جيندوروك

## القصة
تعيش الدكتورة آسيا (جانسو دره) حياة هادئة وسعيدة مع زوجها فولكان (جانير جيندوروك) وابنهما علي (ألب أكار) يتغير هذا الوضع عندما تكتشف أن زوجها على علاقة بشابة منذ سنتين. على آسيا أن تختار بين إنقاذ زواجها أو الانتقام من زوجها الخائن.

## طاقم العمل
- جانسو دره، آسيا يلماز
- جانير جيندوروك، فولكان أرسلان
- ميليس سيزن، درين جوتشلو أرسلان
- كنان إيجى، تورغاي جونغور
- بوراك سيرجين، هالوك غوتشلو
- يلدز كوفانتشي، بحر جيليك
- أوزجي أوزدير، داريا سامانلي
- ألب أكار، علي أرسلان
- يليز كوفانجي، بهار
- جوزده سيدا التونار، جونول جوتشلو
- علي إل، المفوض مليح

## موعد العرض
| الموسم | الموسم | الحلقات | الحلقات | البث الأصلي    | البث الأصلي  | البث الأصلي | الفترة الزمنية |
| الموسم | الموسم | الحلقات | الحلقات | البث الأول     | البث الأخير  | الشبكة      | الفترة الزمنية |
| ------ | ------ | ------- | ------- | -------------- | ------------ | ----------- | -------------- |
|        | 1      | 1-31    | 1-31    | 7 أكتوبر 2020  | 2 يونيو 2021 | كانال دي    | الأربعاء 20.00 |
|        | 2      | 31-60   | 31-60   | 29 سبتمبر 2021 | 25 مايو 2022 | كانال دي    | الأربعاء 20.00 |